# سكوت غروس
سكوت غروس (بالإنجليزية: Scott Gross)‏ هو مهندس الصوت أمريكي، ولد في 19 يونيو 1979.

## وصلات خارجية
- الموقع الرسمي
- سكوت غروس على موقع ميوزك برينز (الإنجليزية)
- سكوت غروس على موقع ديسكوغز (الإنجليزية)